# RPA Rangemaster
Rangemaster — серия снайперских винтовок, сконструированных британской фирмой RPA International Ltd.

## История
В 2001 году, сравнительно небольшая компания RPA International Ltd. разработала свою первую винтовку, предназначающуюся для полицейских отрядов, 7,62×51 мм НАТО калибра, получившую название RPA «Rangemaster».
В 2004 году, RPA International Ltd. выпустили укороченную версию Rangemaster 7.62 STBY и дальнобойную Rangemaster .338. В 2005 году винтовка начала выпускаться серийно.
В начале 1980-х годов была создана небольшая английская компания «RPA International Ltd», занимавшаяся сперва выпуском компонентов для спортивных винтовок высокого класса, которая в дальнейшем приступила к изготовлению и самих матчевых винтовок собственной оригинальной конструкции.
Винтовки фирмы «RPA International Ltd» неоднократно и успешно использовались в соревнованиях мирового уровня.
В 2001 году компания RPA International Ltd представила созданную на базе своих матчевых винтовок первую снайперскую винтовку «полицейского» типа под патрон 7.62х51 НАТО, получившую обозначение RPA Rangemaster 7.62.
В 2004 году на базе RPA Rangemaster 7.62, для использования в городских условиях и стрельбы на небольших расстояниях, была разработана её модификация — RPA Rangemaster 7.62 STBY (Standby), отличавшаяся от своей предшественницы только коротким стволом.
Тогда же была выпущена и дальнобойная модификация — RPA Rangemaster .338, являющаяся несколько увеличенным вариантом винтовки RPA Rangemaster 7.62 и отличавшаяся от неё только большим калибром. Новая винтовка была разработана для использования с калибром .338 Lapua Magnum.
В 2005 году появился увеличенный вариант этого оружия антиматериальная снайперская винтовка RPA Rangemaster .50 под патрон .50 Brauning (12.7х99 мм). Винтовка RPA Rangemaster .50 предназначена для борьбы с «материальными» целями, противоснайперской борьбы и сверхдальней снайперской стрельбы.

## Конструкция
Все снайперские винтовки этой серии RPA Rangemaster построены по одной схеме и отличаются друг от друга только размерами и весом.
Винтовки семейства RPA Rangemaster используют ручную перезарядку с продольно скользящим поворотным затвором, имеющим в передней части четыре радиальных боевых упора.
Ударно-спусковой механизм регулируемый, спуск с предупреждением (двухступенчатый).
Детали затворной группы и УСМ изготовлены из высокопрочной стали.
Ствол, с целью его быстрого охлаждения, выполнен с продольным оребрением и оснащен мощным дульным компенсатором. При необходимости может использоваться глушитель.
Затвор и ствол винтовки изготовлены с использованием специального антикоррозионного покрытия, позволяющего использовать это оружие в суровых условиях без смазки.
Ствольная коробка оригинальной конструкции — стальная. Прицельные приспособления (дневные либо ночные оптические прицелы) устанавливаются на направляющую типа Picatinny rail, расположенную на ствольной коробке. Наличие открытых прицельных приспособлений не предусмотрено.
Питание оружия боеприпасами осуществляется из отъемных коробчатых магазинов емкостью на 5 (Rangemaster .338 и Rangemaster .50) и 10 патронов (Rangemaster 7.62 и Rangemaster 7.62 STBY).
Ложа винтовки выполнена из композитных материалов.
Винтовки оснащены пистолетной рукояткой и складным на левую сторону, оригинальной конструкции, прикладом с дополнительной регулируемой задней опорой. Конструкция винтовки, при крайней необходимости, позволяет производить стрельбу со сложенным прикладом.
RPA Rangemaster штатно комплектуется складной двуногой сошкой.
Все винтовки транспортируются в специальных контейнерах, либо чехлах.
Снайперские винтовки семейства RPA Rangemaster были приняты на вооружение ряда полицейских подразделений и служб безопасности нескольких европейских стран. Также винтовки этой серии стали поставляться и в другие регионы мира.
При использовании соответствующих боеприпасов компания RPA International заявляет для своих винтовок кучность менее одной угловой минуты (1 МОА) на всех практических дальностях стрельбы.